# Scrind-Frăsinet, Cluj
Scrind-Frăsinet este un sat în comuna Mărgău din județul Cluj, Transilvania, România.

## Așezare
Localitatea Frăsinet este situată în județul Cluj, la poalele Munților Vlădeasa (1836 m), fiind localitate componentă a comunei Mărgău. Accesul în localitate se realizează dinspre Cluj Napoca și Oradea pe DN1 (E60), în dreptul localității Huedin, urmând DJ108C prin localitățile Călata, Buteni și Mărgău. Un alt punct de acces îl reprezintă drumul comunal DC128 care în dreptul localității Bologa face legătura cu DN1 (E60). Distanța dintre Cluj și Scrind-Frăsinet este de 81 km, distanța dintre Huedin și Scrind-Frăsinet este de 27 km.

## Demografie
Populația este de aproximativ 100 de locuitori, formată în majoritate din persoane vârstnice. Sub aspect etnic, populația este reprezentată în proporție de 100% de români; sub aspect religios, majoritatea locuitorilor sunt de confesiune ortodoxă, existând și o mică comunitate de baptiști.

## Economie
Principala ocupație a locuitorilor este exploatarea lemnului și creșterea animalelor. Majoritatea raporturilor economice se desfăsoară cu localitatea Huedin. În trecut, o parte din populație a migrat spre zona de vest a țării, către Banat, în special Timișoara și Chișoda. 

## Atracții turistice
Principalul punct de atracție este barajul de pe cursul Hențului. Dintre denumirile date de locuitori punctelor de reper din zonă înâlnim: Ruptura – cotitura pe care o ia drumul înainte de intrarea în localitate (la nord), Coastele Cerbului – deal care mărginește localitatea la nord, Cetățuie – cursul de apă Valea Cetății (la vest), Dealu cu Calea – deal care mărginește localitatea la vest, Răjinoasa – vârf muntos proeminent de aproximativ 1100 m (la est), Lupoaia – deal care mărginește localitatea la nord, Cracii Părăului Plaiului – albia de curgere a apei cu aceeași denumire (la est), Sulița – deal care mărginește localitatea în partea de sud. Pe lângă cele două cursuri de apă majore – Hențul și Cetățuia – în zonă există și o multitudine de păraie care vara, în urma precipitațiilor abundente, se pot transforma în torenți periculoși: Părăul Albului, Părăul Plaiului, Părăul Leucii și Părăul Lupoaia.

## Imagini

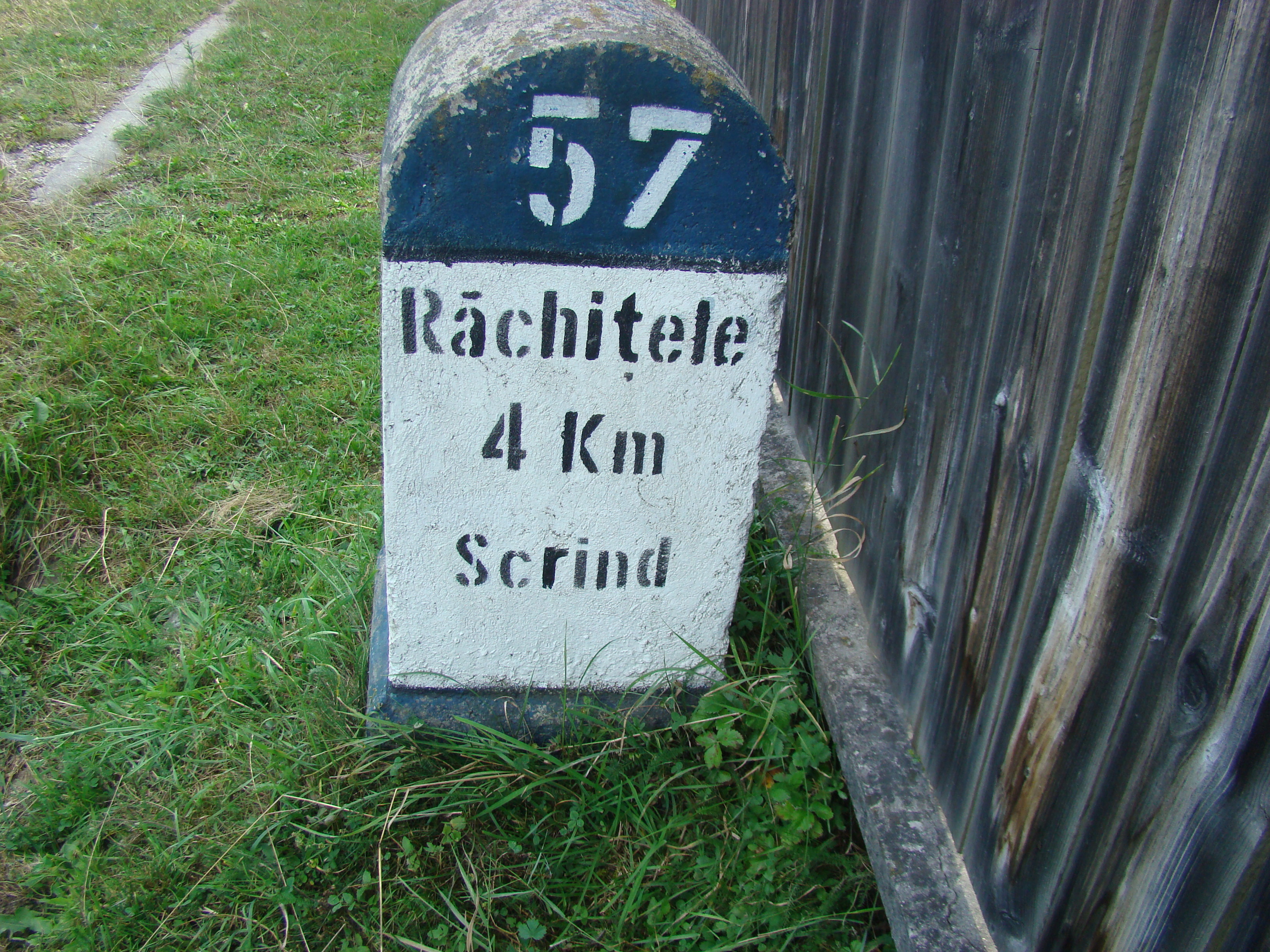
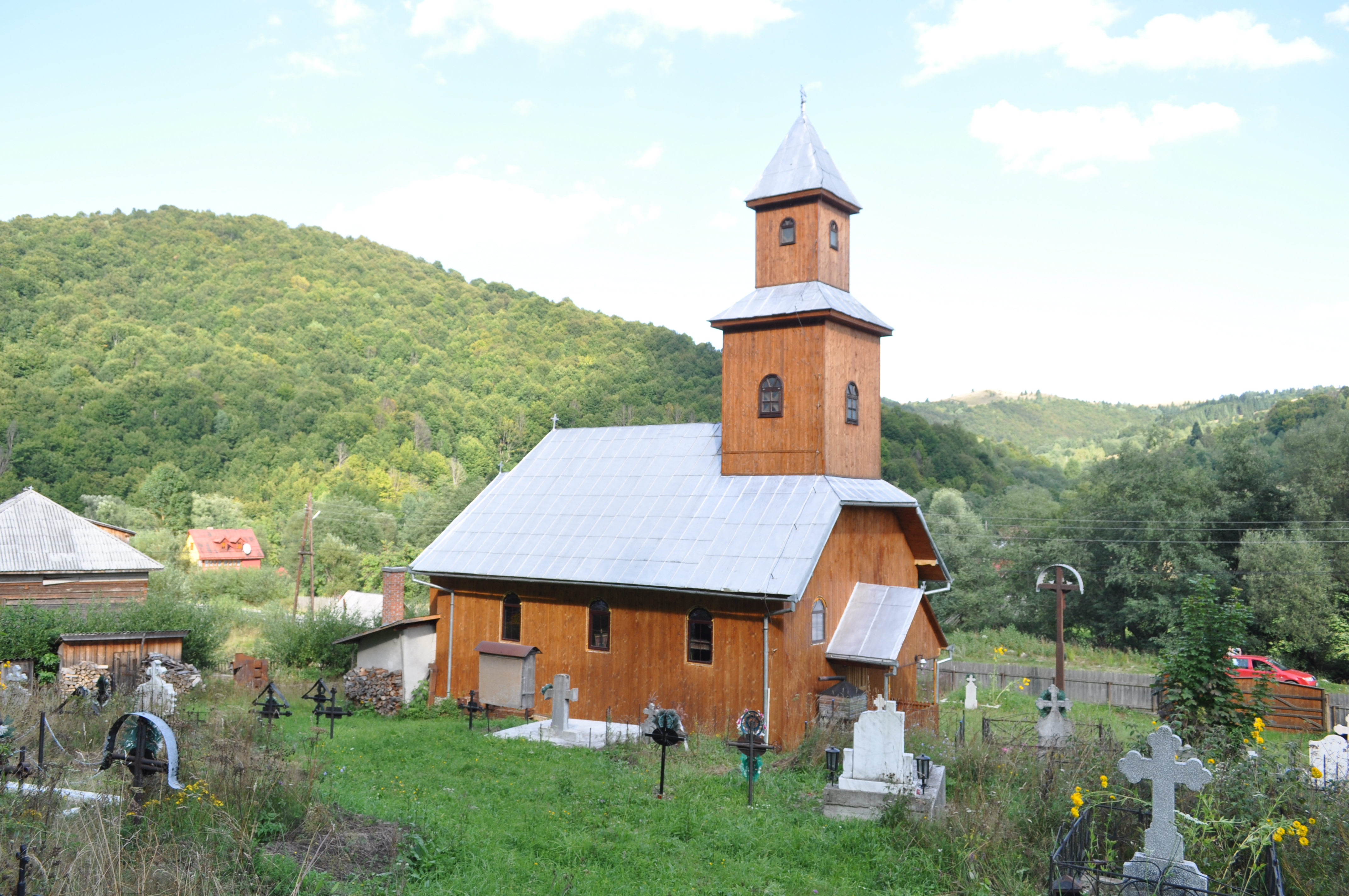